# David McCullough
David McCullough (7. července 1933 Pittsburgh, Pensylvánie, USA – 7. srpna 2022 Hingham, Massachusetts) byl americký publicista a historik, který proslul především jako autor biografií.
Dvakrát získal Pulitzerovu cenu (za biografie Truman a John Adams) a dvakrát též National Book Award (za knihu The Path Between the Seas o dějinách Panamského průplavu a životopis Theodora Roosevelta nazvaný Mornings on Horseback). Krom toho věnoval knihu Brooklynskému mostu (The Great Bridge), Americké revoluci (1776), osudům slavných Američanů v Paříži (The Greater Journey), bratrům Wrightům (The Wright Brothers), nebo americkým průkopníkům (The Pioneers). Roku 2006 mu bylo uděleno vyznamenání Presidential Medal of Freedom. Vystudoval anglickou literaturu na Yaleově univerzitě (1955). V USA je znám též z vystupování v mnoha dokumentárních televizních pořadech.